# X (Amerikaanse band)
X is een Amerikaanse punkband, die in 1977 in Los Angeles werd opgericht.

## Bezetting
Oprichters
- Exene Cervenka (zang)
- John Doe (zang, basgitaar)
- Billy Zoom (gitaar, 1977–1986)
- D.J. Bonebrake (drums)

Huidige bezetting
- Exene Cervenka (zang)
- John Doe (zang, bas)
- Billy Zoom (gitaar, sinds 1993)
- D.J. Bonebrake (drums)

Voormalige leden
- Dave Alvin (gitaar, 1986)
- Tony Gilkyson (gitaar, 1986–1993)

## Geschiedenis
X werd opgericht in 1977 in Los Angeles door Exene Cervenka (eigenlijk Christine Cervenka) (zang), John Doe (eigenlijk John Nommensen Duchac) (bas, zang), Billy Zoom (eigenlijk Tyson Kindell) (gitaar) en D.J. Bonebrake (drums). Toetsenist Ray Manzarek van The Doors ontdekte hen en produceerde hun debuutalbum Los Angeles in 1980, dat een hit werd in het Californische muziekcircuit. Ook het vervolgalbum Wild Gift (1981) werd goed ontvangen en werd door Rolling Stone uitgeroepen tot album van het jaar. Hun eerste albums, die bij het onafhankelijke label Slash Records verschenen, hadden een zeer stuwende rock-'n-roll sound die deed denken aan rockabilly.
In 1982 tekende X een contract bij Major Elektra om Under The Big Black Sun uit te brengen. Het geluid van de band was een beetje veranderd in de richting van countrymuziek, maar was nog steeds luid en snel. Cervenka en Doe, die nu getrouwd waren, hadden nu een loopbaan op andere gebieden. Exene Cervenka verscheen als schrijver (ook met Lydia Lunch) en met gesproken woorduitvoeringen. John Doe werd gezien als acteur in films als Great Balls Of Fire. In 1983 werd het album More Fun In The New World uitgebracht, dat een meer radio-compatibel geluid had.
In 1985 nam X als The Knitters het country- en folkalbum Poor Little Critter In The Road op zonder Billy Zoom, maar met de bevriende gitarist Dave Alvin en bassist Johnny Ray Bartel. In 1986 verscheen Ain't Love Grand, dat opnieuw een harder geluid had dan de vorige albums. Na de opnamen verliet Billy Zoom de band en werd vervangen door Dave Alvin en even later door Tony Gilkyson. In hetzelfde jaar verscheen de documentaire The Unheard Music over X.
In deze bezetting nam de band een album en een livealbum op, maar nam een pauze na een tournee in 1989. Gedurende deze tijd scheidden Cervenka en Doe en beiden brachten soloalbums uit. Cervenka ontmoette Viggo Mortensen in 1987 tijdens het filmen. De twee waren toen 11 jaar getrouwd en hebben uit dit huwelijk een zoon, Henry Blake Mortensen. Doe richtte zich meer op countrymuziek in zijn solowerk en had naast Beastie Boy Adam Horovitz een rol in de onafhankelijke film Roadside Prophets. Hij trad o.a. op in de serie Roswell. In 1993 kwam de band weer bij elkaar om op te nemen en bracht het album Hey Zeus! uit, dat echter geen grote indruk maakte in de muziekpers. X gaf sporadisch concerten en hebben verschillende livealbums uitgebracht, o.a. in 2005 Live in Los Angeles, een opname van een jubileumconcert ter gelegenheid van de 25e verjaardag van haar debuutalbum Los Angeles.

## Discografie

### Singles
- 1978: Adult Books / We're Desperate
- 1981: White Girl / Your Phone’s Off The Hook
- 1982: Blue Spark / Dancing With Tears In My Eyes
- 1983: Breathless / Riding With Mary
- 1984: The New World / I Must Not Think Bad Thoughts
- 1984: Wild Thing / True Love (Part 2)
- 1984: Wild Thing / Devil Doll
- 1985: Burning House of Love / Love Shack
- 1987: 4th of July / Positively 4th Street
- 1989: Wild Thing
- 1993: Country at War / You Wouldn’t Tell Me

### Ep's
- 2009: Merry Xmas from X

### Studioalbums
- 1980: Los Angeles
- 1981: Wild Gift
- 1982: Under the Big Black Sun
- 1983: More Fun in the New World
- 1985: Ain’t Love Grand
- 1987: See How We Are
- 1993: Hey Zeus

### Live-albums
- 1988: Live at the Whiskey a Go-Go on the Fabulous Sunset Strip
- 1995: Uncloggled
- 2000: Live at the Stagedoor Tavern
- 2001: Live at the Civic 1979
- 2005: Live in Los Angeles

### Compilaties
- 1997: Beyond & Back: The X Anthology
- 2004: The Best: Make the Music Go Bang!

## Filmografie
- 1981: The Decline of Western Civilization
- 1986: X: The Unheard Music
- 2005: Live In Los Angeles